# Turnul vechii biserici ortodoxe din Deva
Turnul vechii biserici ortodoxe este un monument istoric aflat pe teritoriul municipiului Deva, județul Hunedoara. În Repertoriul Arheologic Național, monumentul apare cu codul 86696.12.

## Istoric și trăsături
În cimitirul central al municipiului Deva străjuiește, de trei secole, un turn singuratic, prevăzut cu un foișor deschis din lemn și cu o fleșă etajată zveltă. Învelitoarea de șindrilă îi conferă un farmec arhaic. Atât a mai rămas din vechea biserică a urbei, închinată Sfântului Ierarh Nicolae.
Începuturile lăcașului coboară până în anii 1640-1645, când obștii ortodoxe locale i s-a permis ridicarea unei biserici de zid, însă numai după ce fiecare credincios român a contribuit cu câte 50 de dinari la cheltuielile publice și a prestat câte două zile de coasă în folosul parohiei reformate. În jurul anului 1650, lăcașul a fost afectat de un incendiu nimicitor. Reparat provizoriu, edificiul s-a degradat apoi treptat, încât la începutul secolului al XvIII-lea s-a făcut simțită nevoia unei renovări radicale. Costurile au fost suportate de banul Gheorghe Cantacuzino al Olteniei, fiul domnitorului Șerban Cantacuzino al Țării Românești, cel care a și înzestrat lăcașul cu toate cele necesare cultului. Lucrările s-au finalizat abia în 1727, an în care edificiul a fost amplificat spre vest, prin adosarea clopotniței actuale. Pictura tâmplei, executată în stil brâncovenesc, s-a datorat popii Ioan Zugravul din Deva; s-au păstrat doar două icoane, transferate la mijlocul secolului al XIX-lea la noua ctitorie ortodoxă a localității.
Biserica a deservit liturgic obștea ortodoxă a Devei până în 1865, an în care pereții altarului și ai navei au fost demolați, piatra recuperată fiind folosită la ridicarea actualei catedrale.

## Imagini

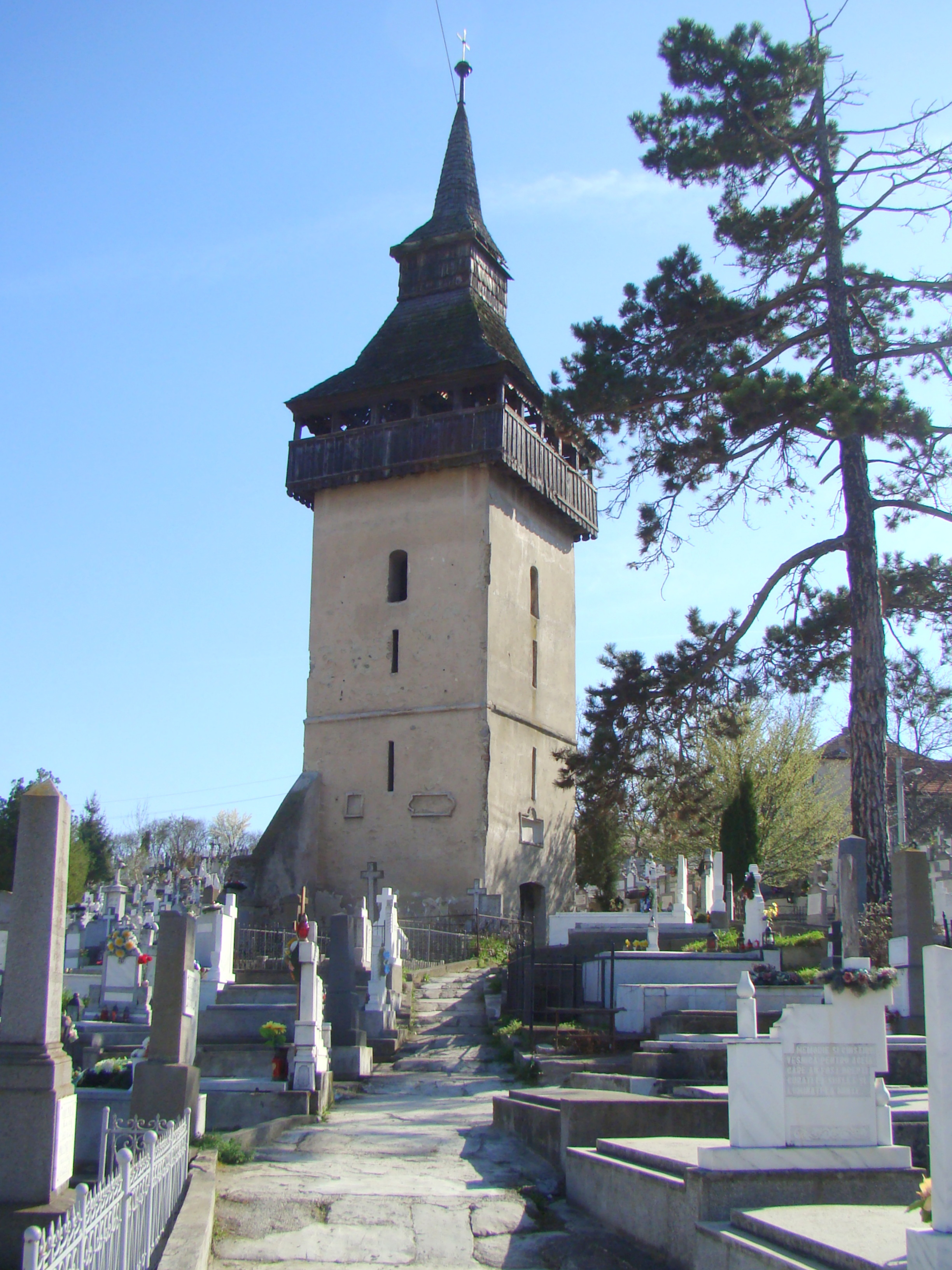
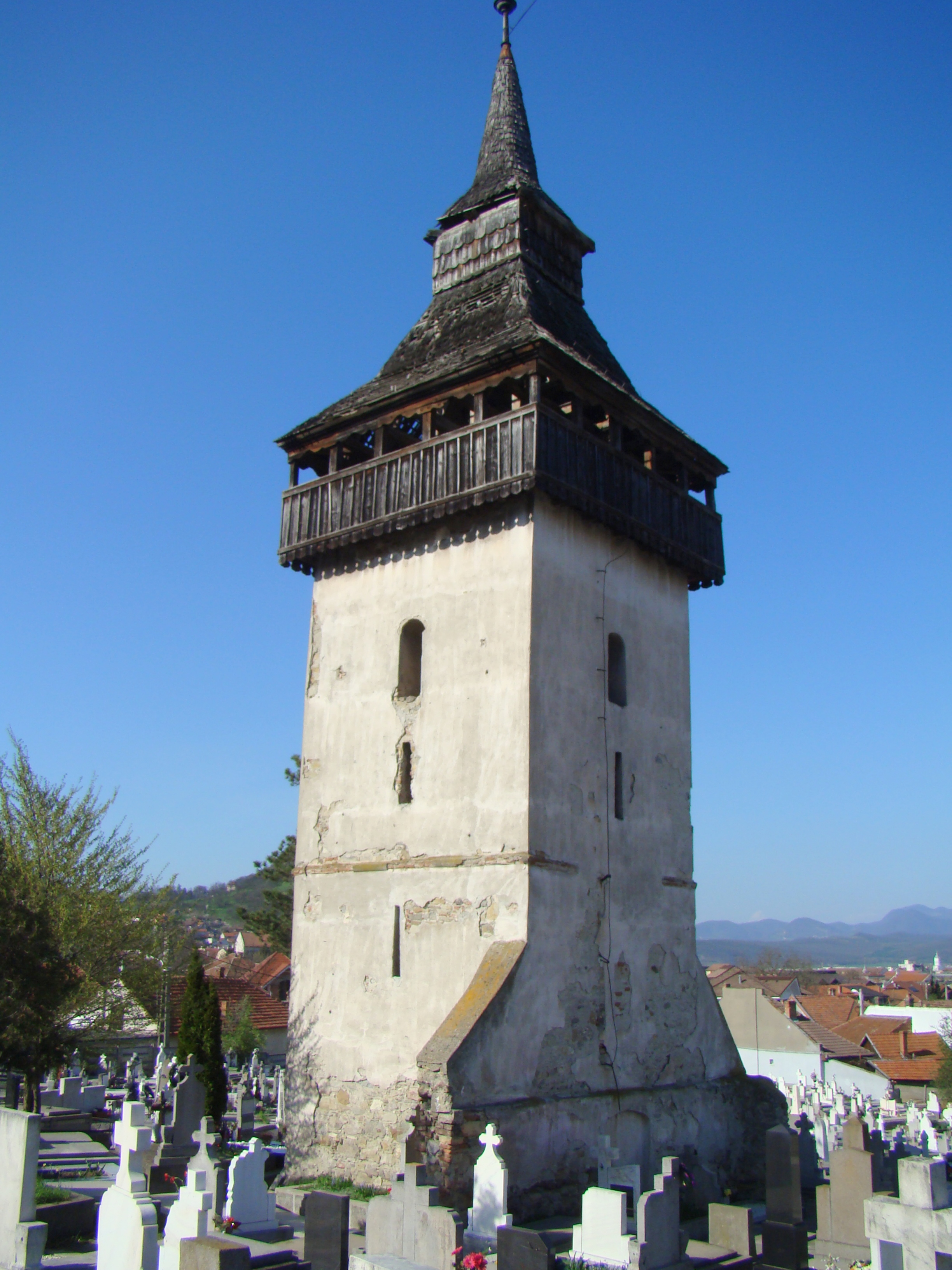
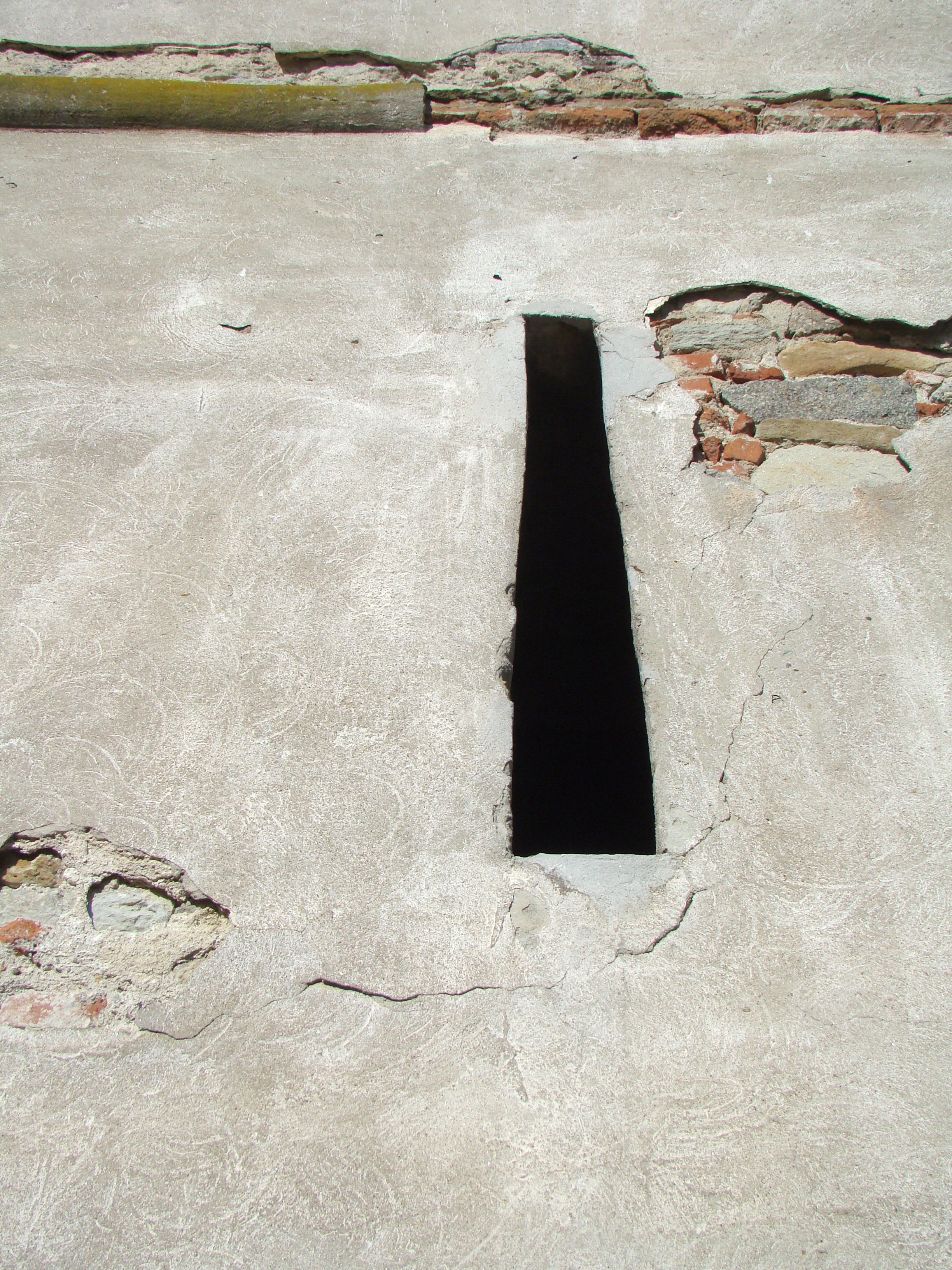
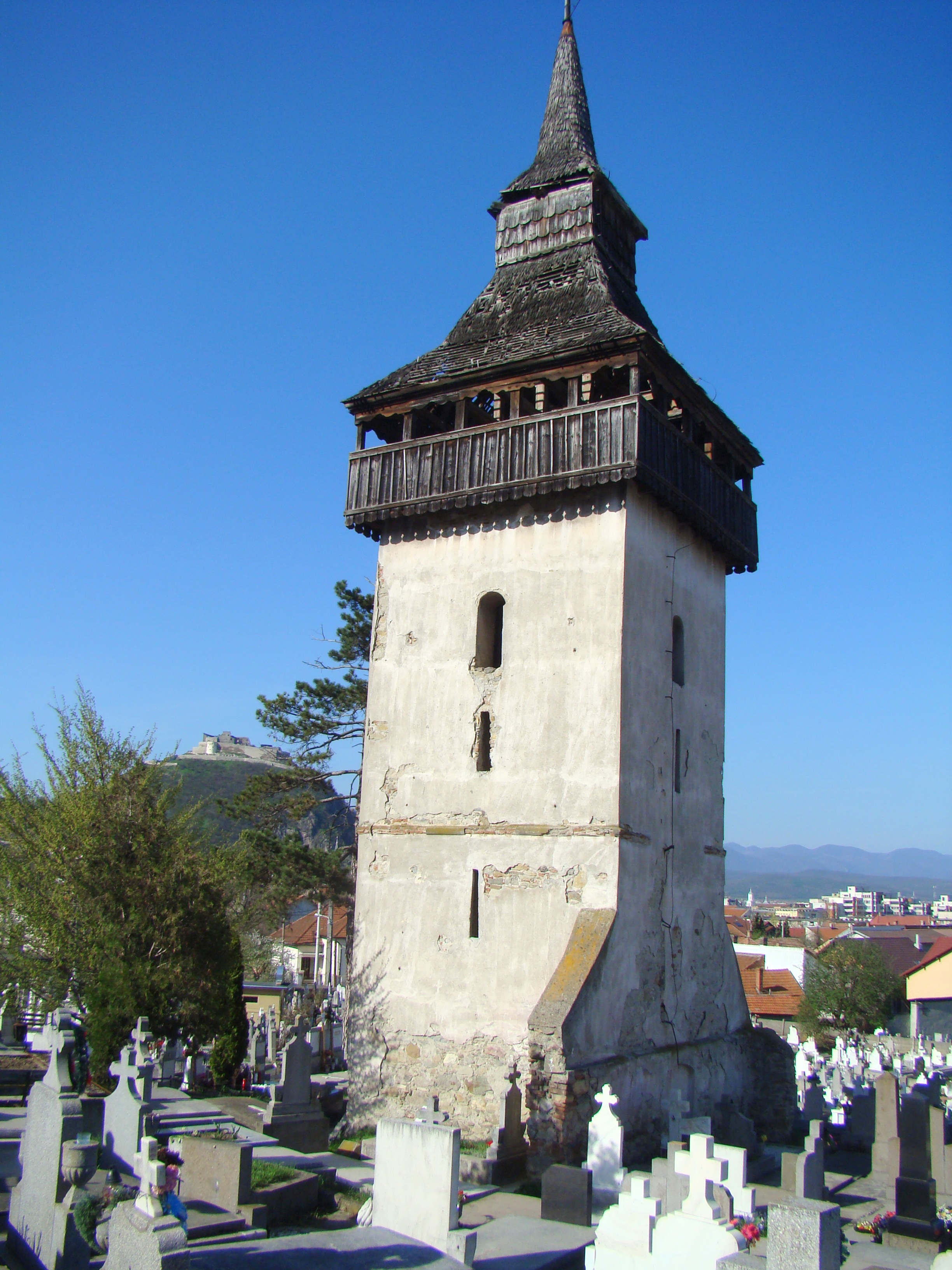
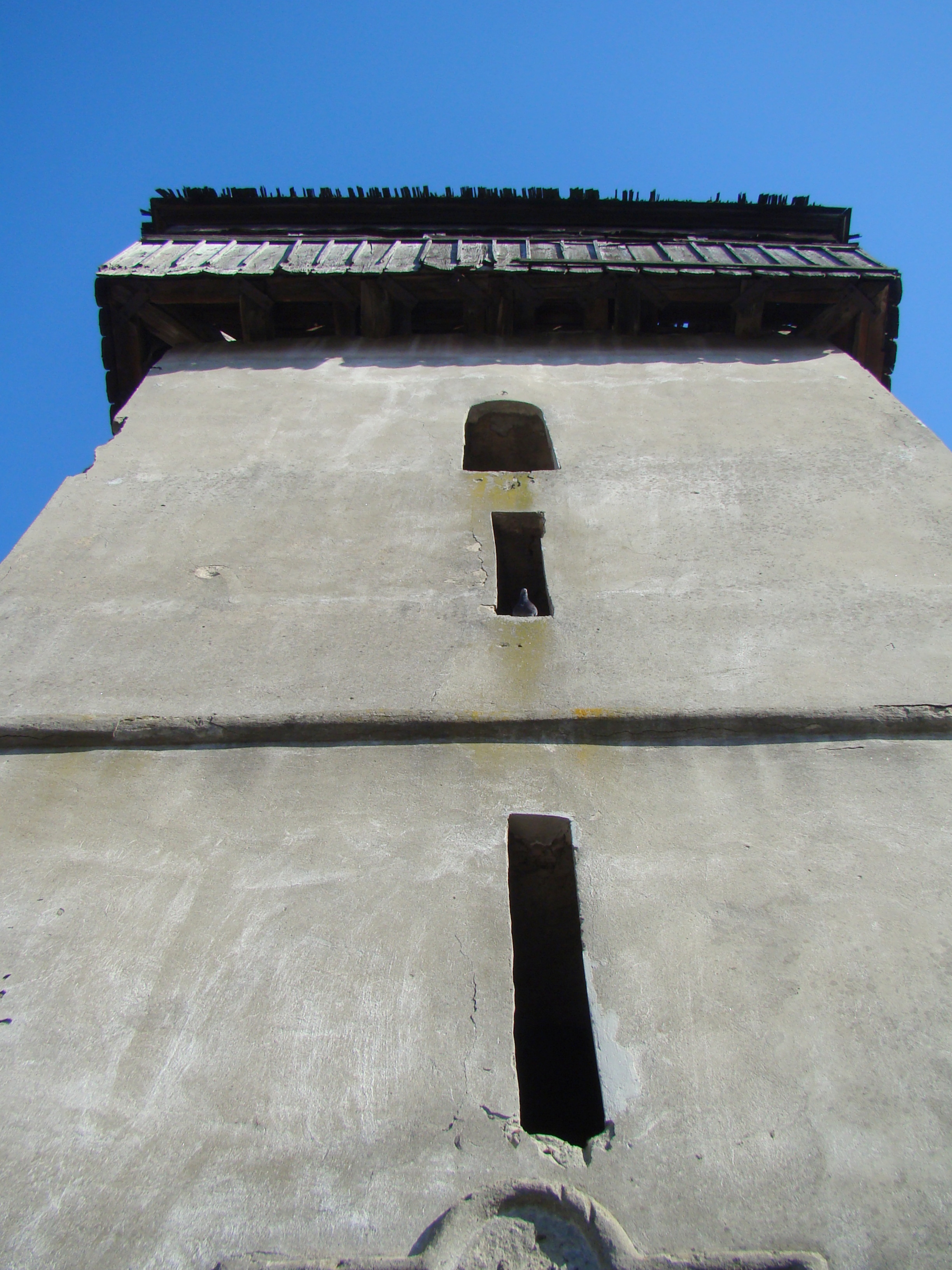
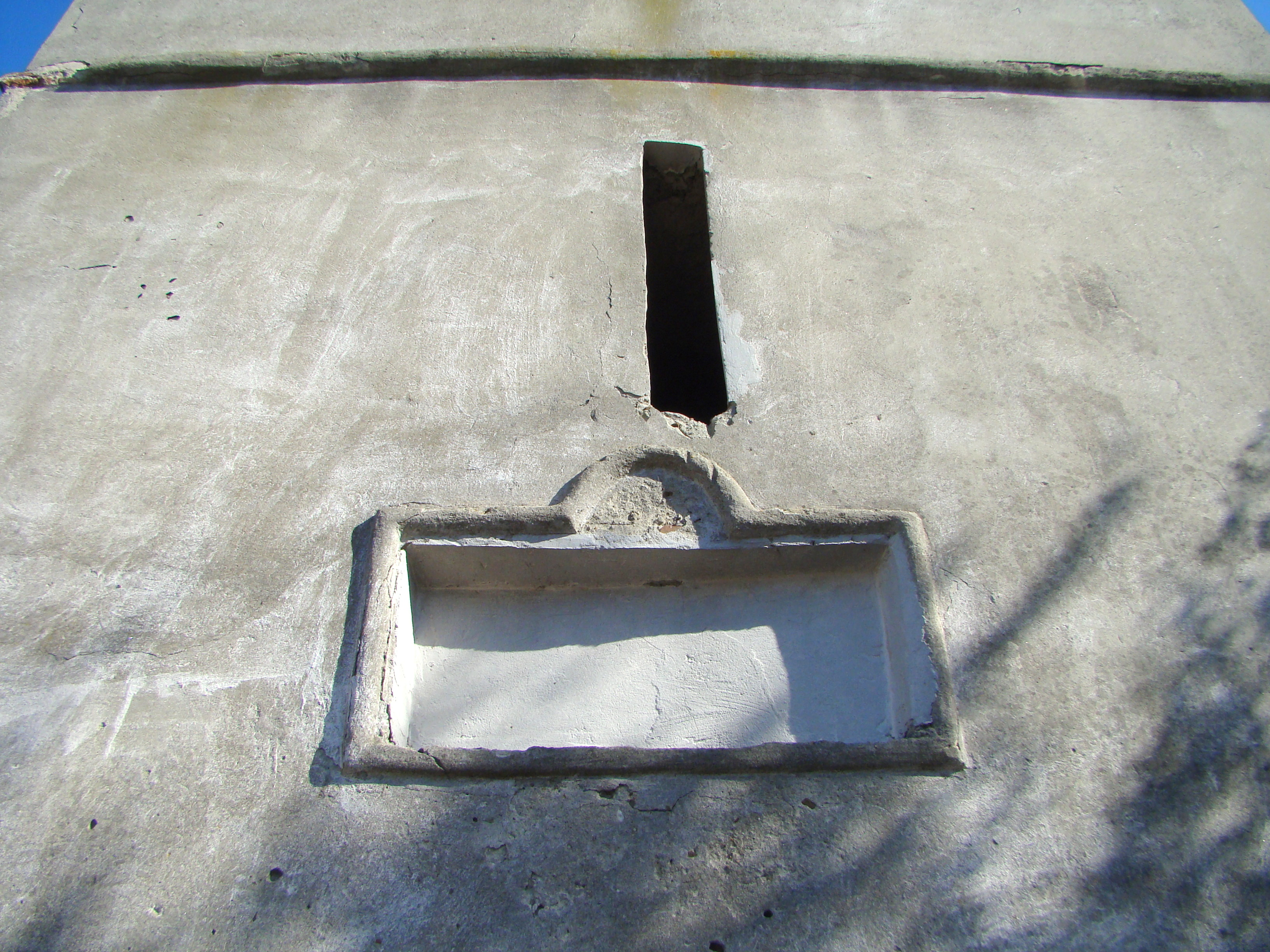
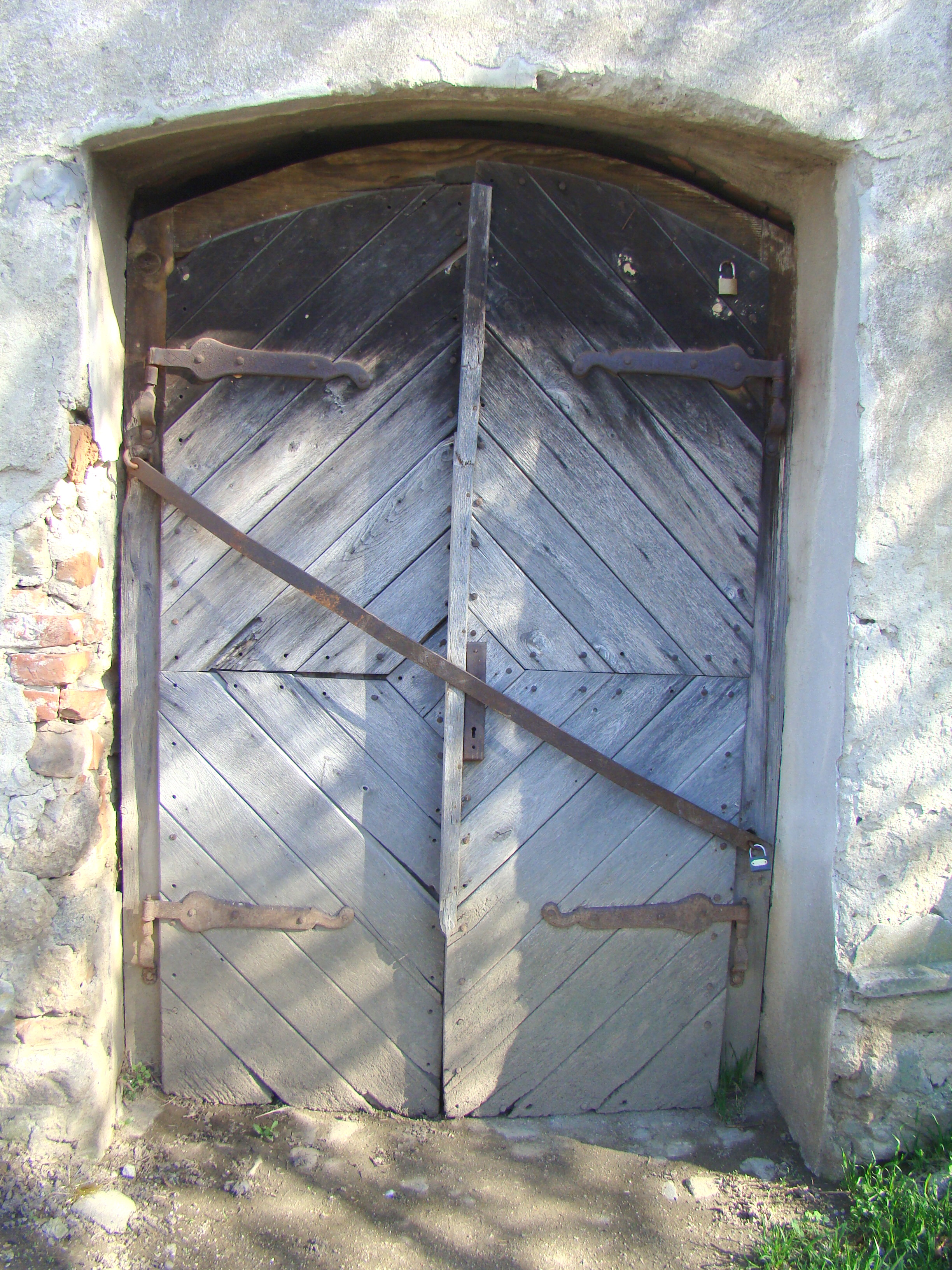
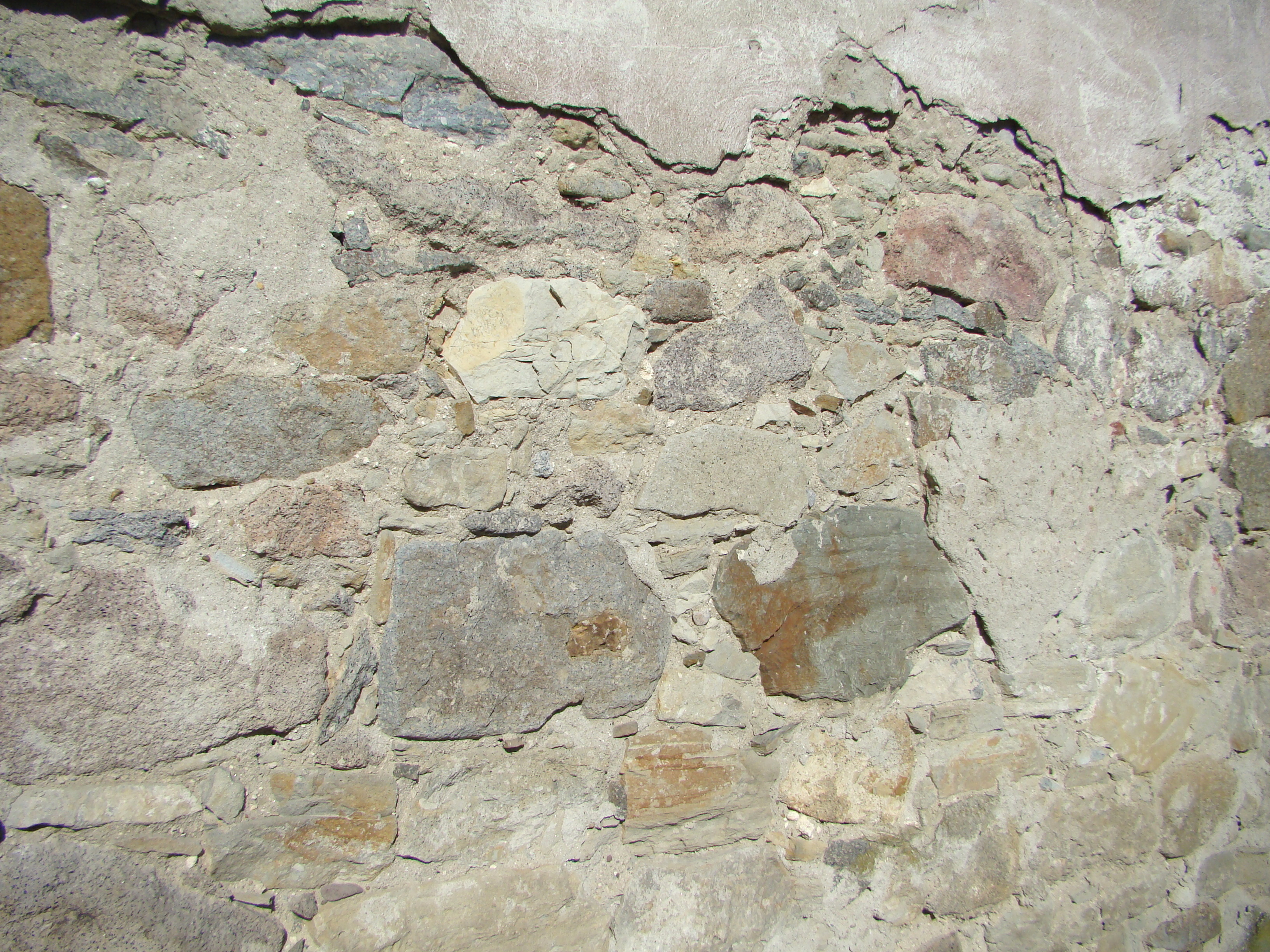
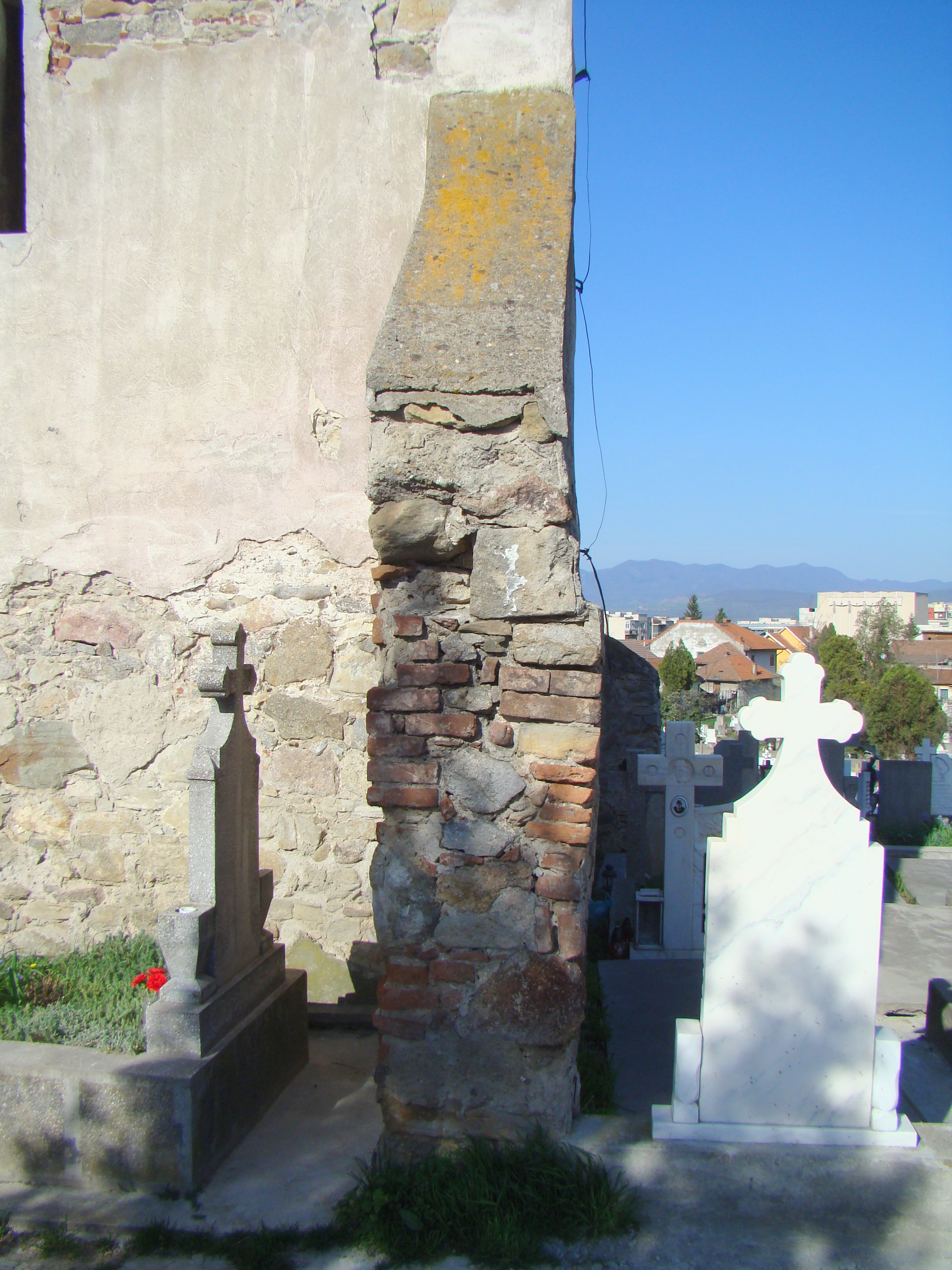
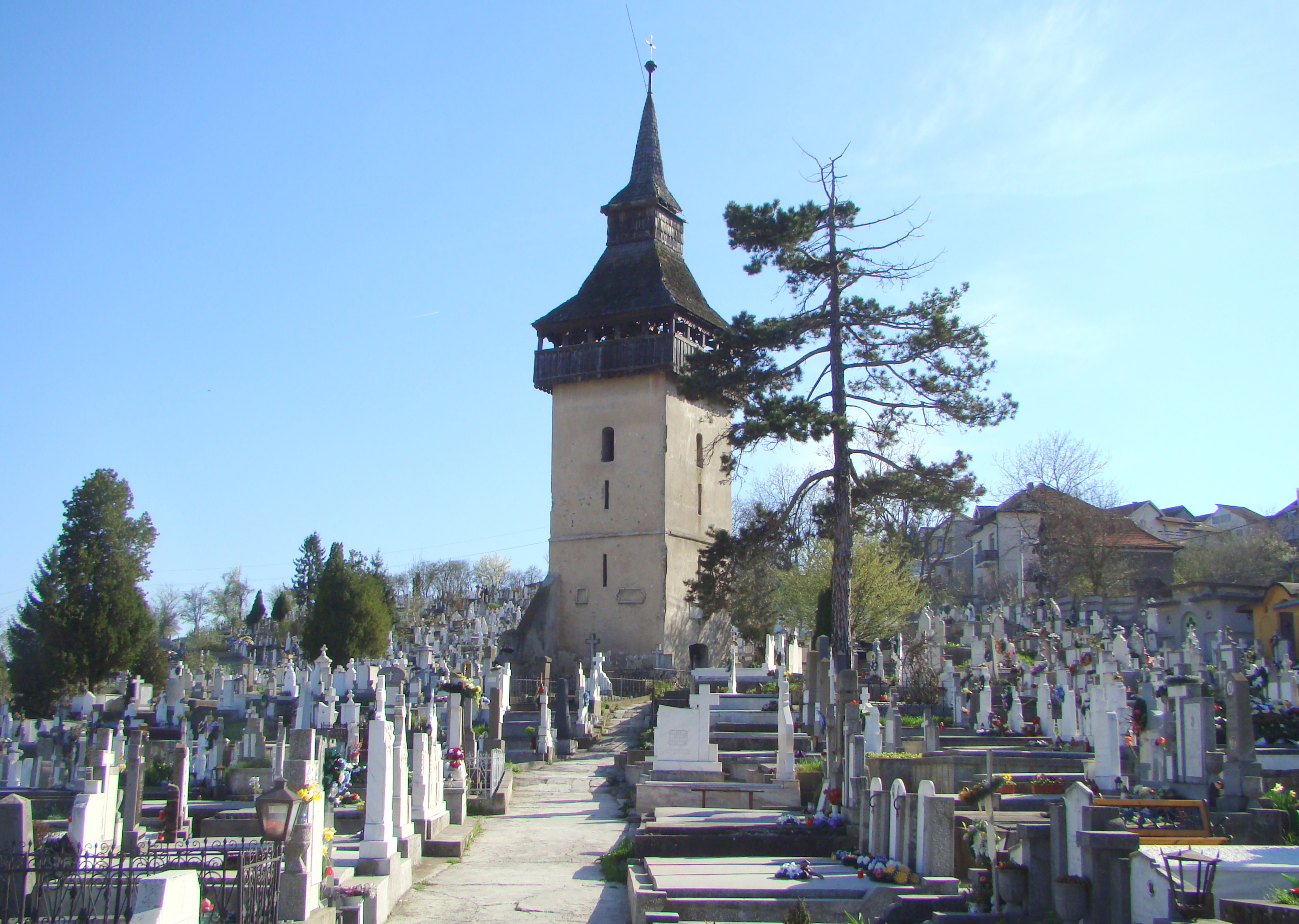
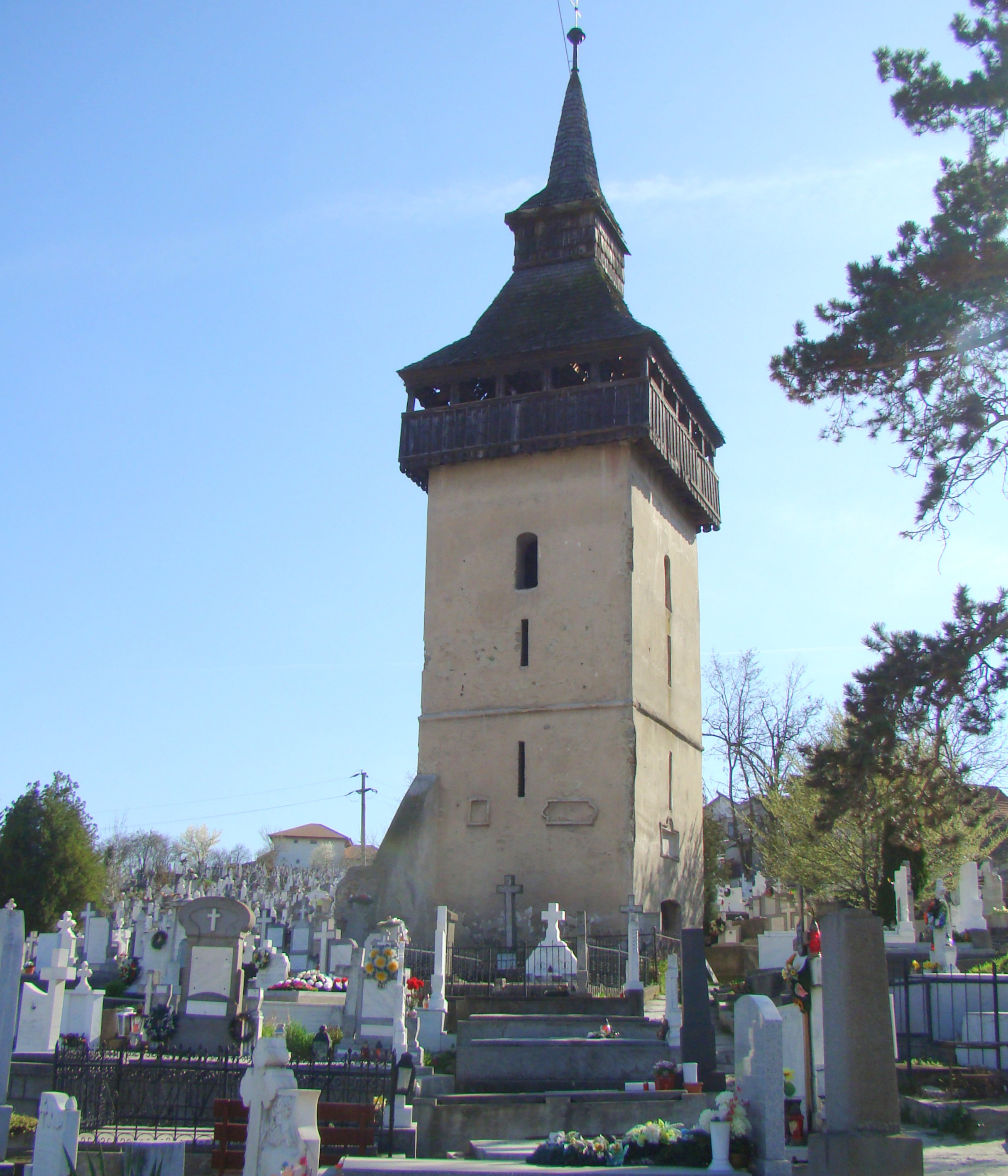